# O Capítulo de Todos os Santos
O Capítulo de Todos os Santos é um documentário português de 2015 sobre surfe. O filme, que documenta a edição de 2015 da competição Capítulo Perfeito, foi dirigido e roteirizado por António Matos Silva, com produção da Boa Onda Produções e co-produção da TWICE.
Em 2016, o filme ganhou um prêmio no Instambul Tourism Festival, tornando-se o primeiro filme português sobre surfe premiado no estrangeiro.

## Prêmios e Indicações
| Ano  | Prêmio                                                         | Categoria                        | Resultado | Ref.        |
| ---- | -------------------------------------------------------------- | -------------------------------- | --------- | ----------- |
| 2016 | Instambul Tourism Festival                                     | Tourism TV & Media - Documentary | Venceu    | [ 2 ] [ 3 ] |
| 2016 | Festival SAL (Surf At Lisbon Film Fest)                        |                                  | Indicado  | [ 2 ]       |
| 2016 | Bells Beach Film Festival                                      |                                  | Indicado  | [ 2 ]       |
| 2016 | Festival ART&TUR – Festival Internacional de Cinema de Turismo | Biografia - TV/DOC               | Indicado  | [ 4 ]       |